# Chorrera

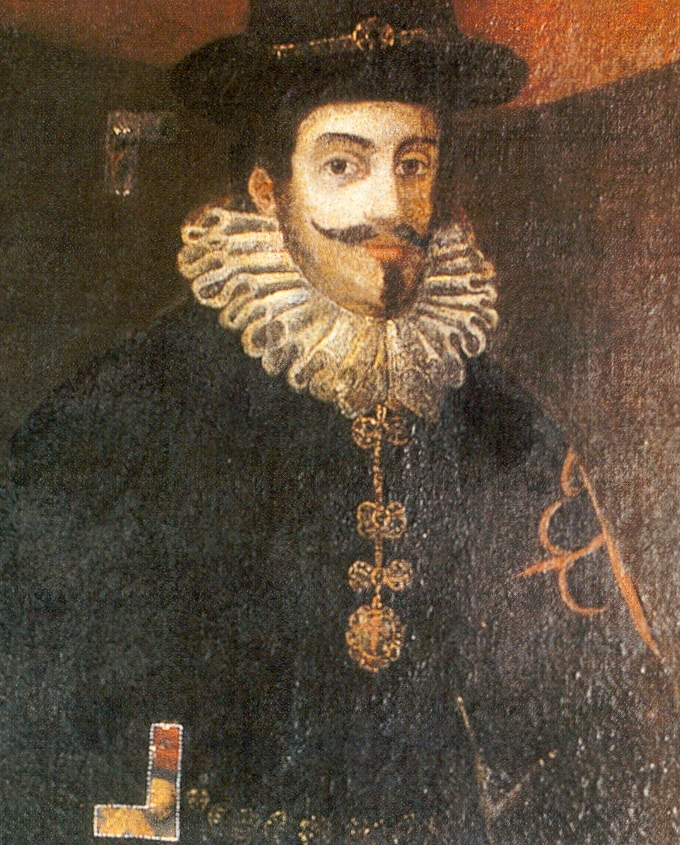
Fernando de Torres y Portugal, I conde de Villardompardo, virrey del Perú (1585-1589), vestido a la moda del siglo XVI: con lechuguilla encañonada y con la venera de la Orden de Santiago pendiente de una chorrera de tres lazos de pedrería. Sobre el herreruelo luce también una espadilla de Santiago de tela. El soporte textil era la forma tradicional de portar la venera de una orden militar. El uso de medallones se introdujo en época moderna.

La chorrera de camisa o guirindola es un adorno a modo de volante de tela fina o de encaje con que se guarnece la tira de ojales de una camisa o camisola. Recibió el nombre de chorrera en sentido figurado porque formaba sobre la pechera una caída o cascada semejante a la de un líquido que escurre por un plano vertical. La chorrera es un elemento indumentario distinto del plastrón, aunque hubo entre ambos cierta confluencia que acentuó su parecido en algunos casos.
Con un sentido nuevamente traslaticio y basado en el anterior, se llamó también chorrera a un adorno que llevaban al pecho los caballeros de hábito españoles en el traje de golilla o de gala, entre los siglos XVI y XVIII. Esta chorrera era una evolución del cordón o cinta en forma de corbata que usaron estos caballeros para traer sobre el pecho la venera de su orden cuando empezaron a usarse las de medallón, esmaltadas sobre soporte metálico. 
La chorrera era una guarnición de pasamanería que bajaba por la pechera del jubón, desde el cuello hasta la boca del estómago, figurando ser el cordón del que pendía la venera. Solía formar un lazo bajo el cuello y varios más a lo largo de su caída. Estos lazos, guarnecidos de pedrería, llegaron a convertirse en obras de orfebrería de gran riqueza. 
Muchas de estas joyas masculinas, por vía de donaciones o mandas pías, pasaron a integrar el ajuar de imágenes sagradas, sobre todo marianas.

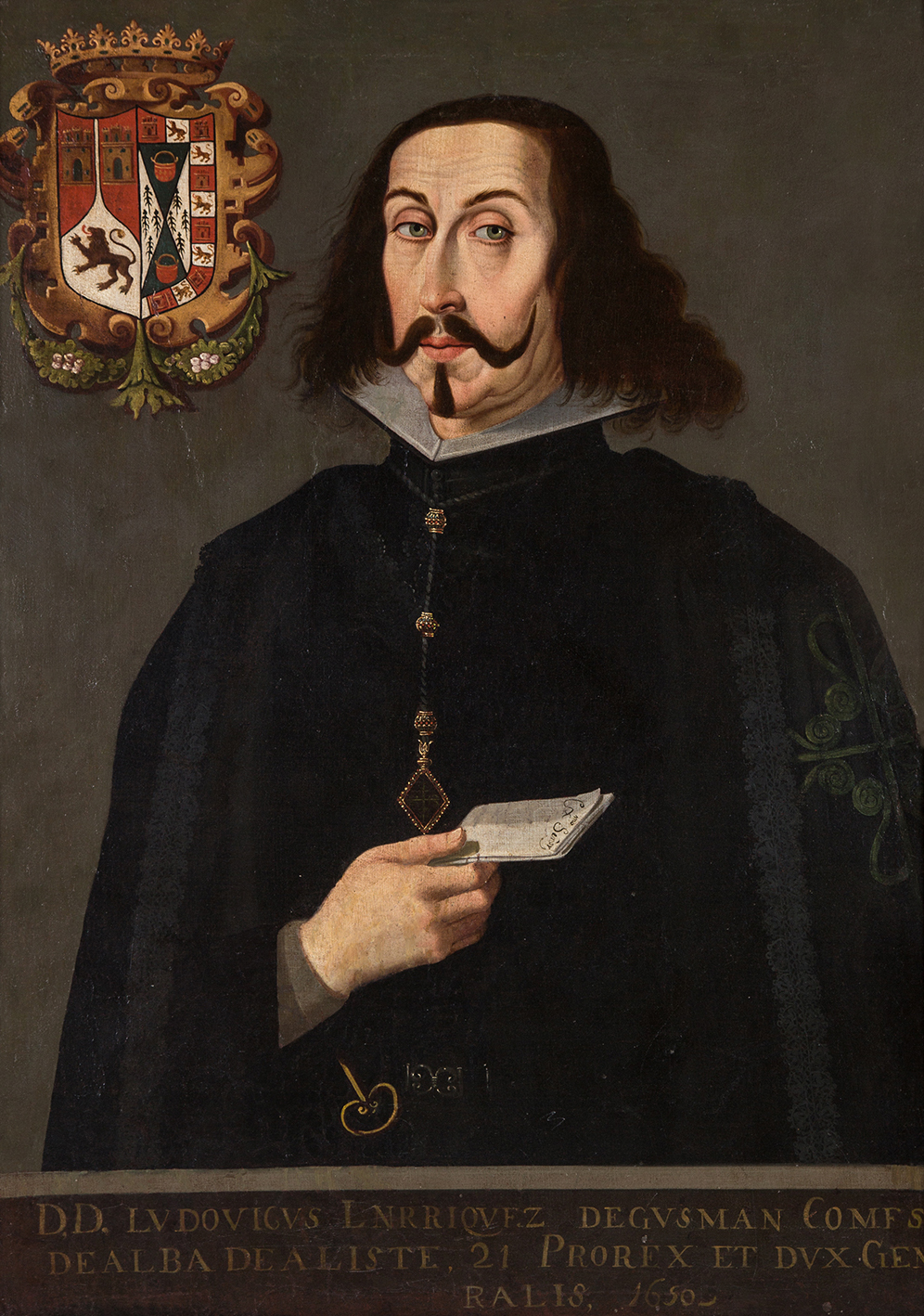
El conde de Alba de Liste (1650)
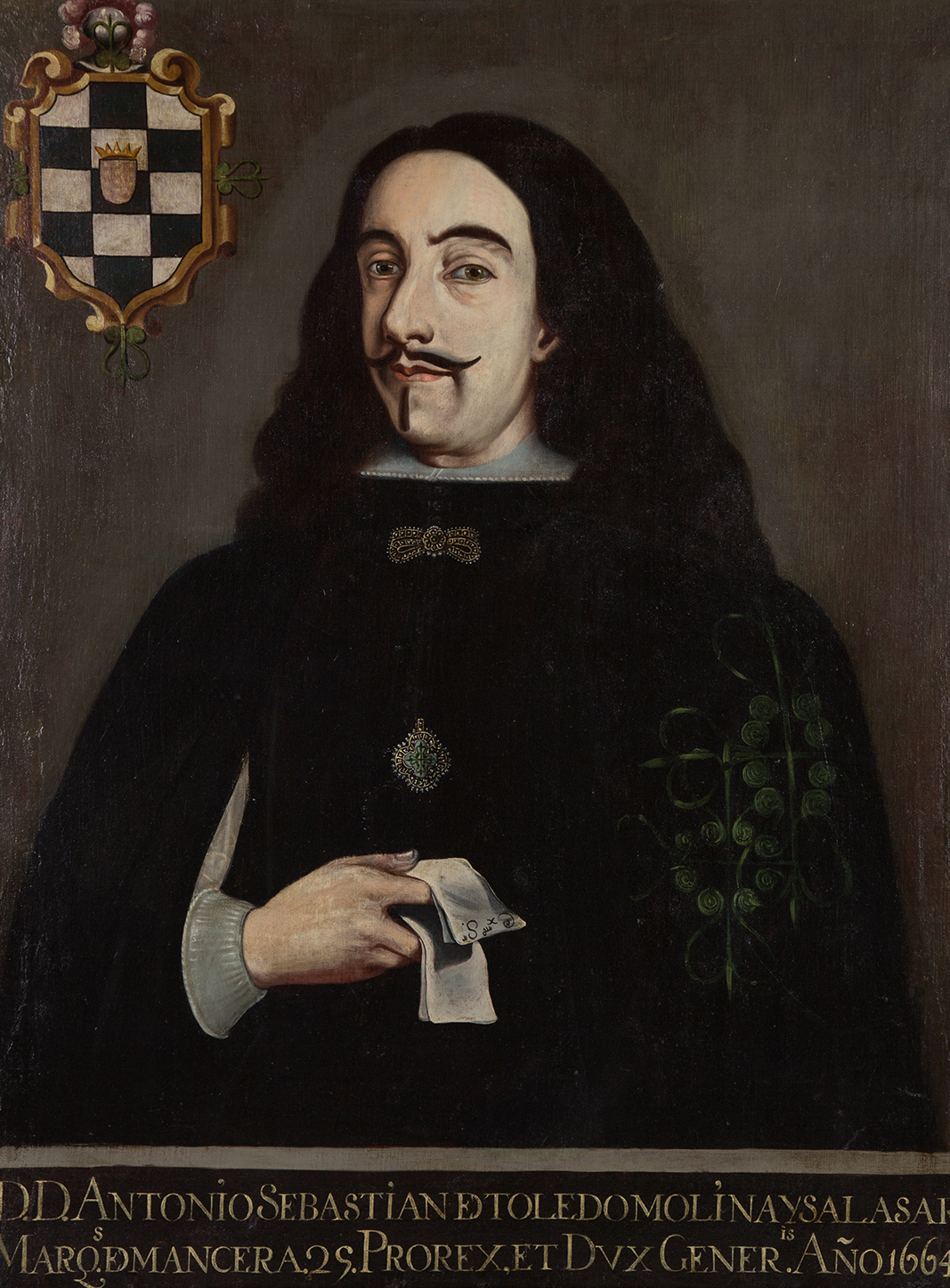
El II marqués de Mancera (1664)
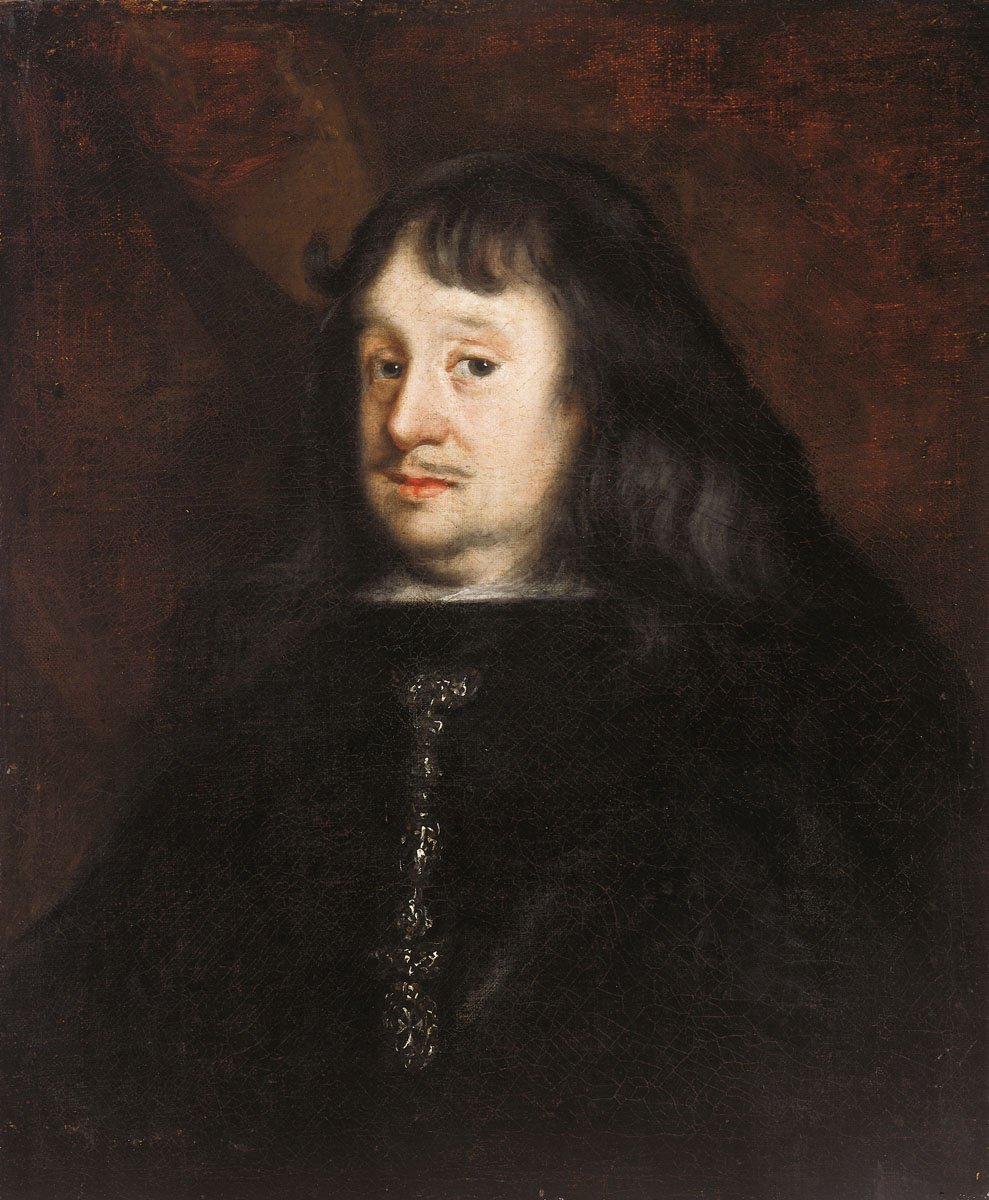
Juan José de Austria, gran prior de San Juan (c. 1678)
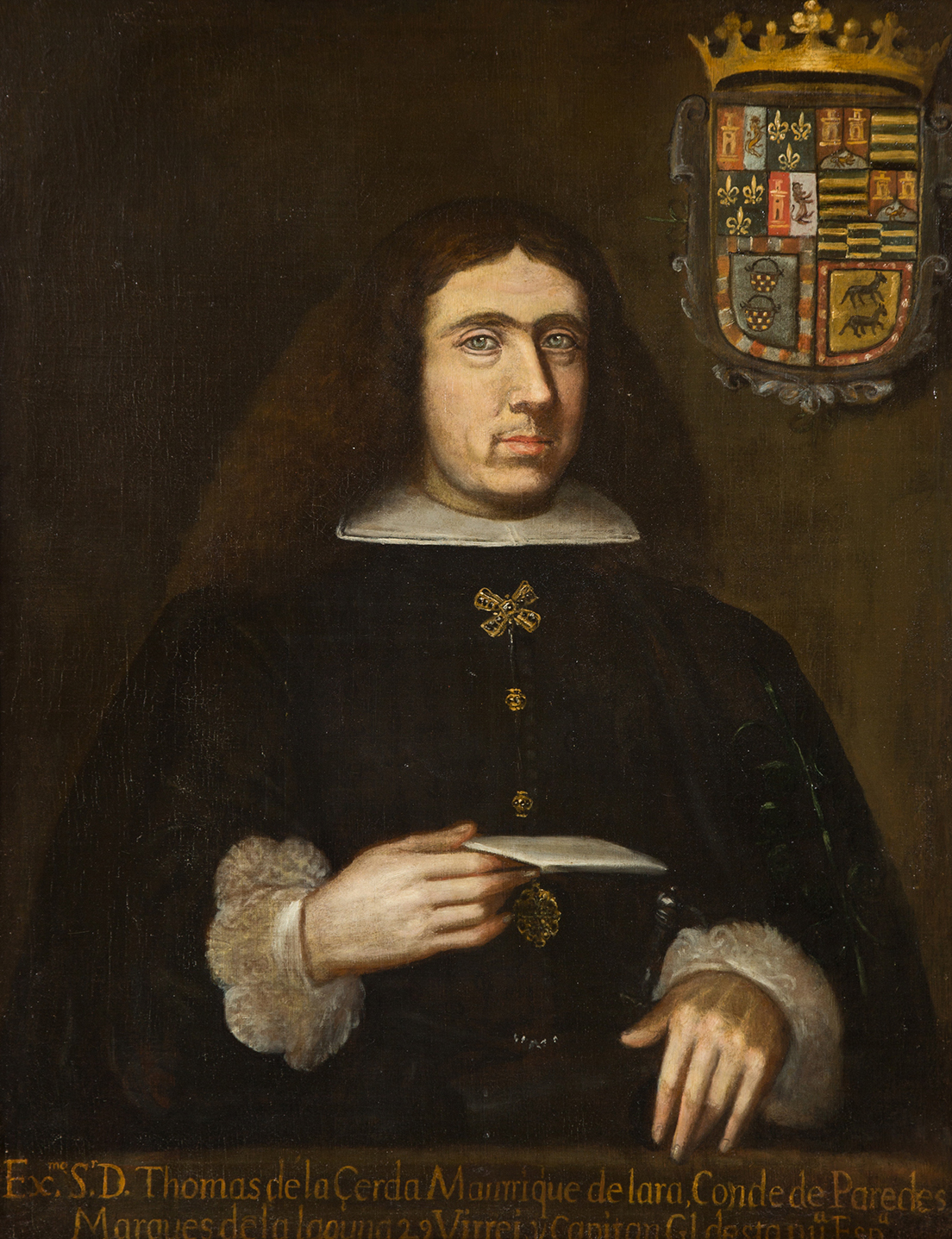
El marqués de la Laguna (c. 1685)
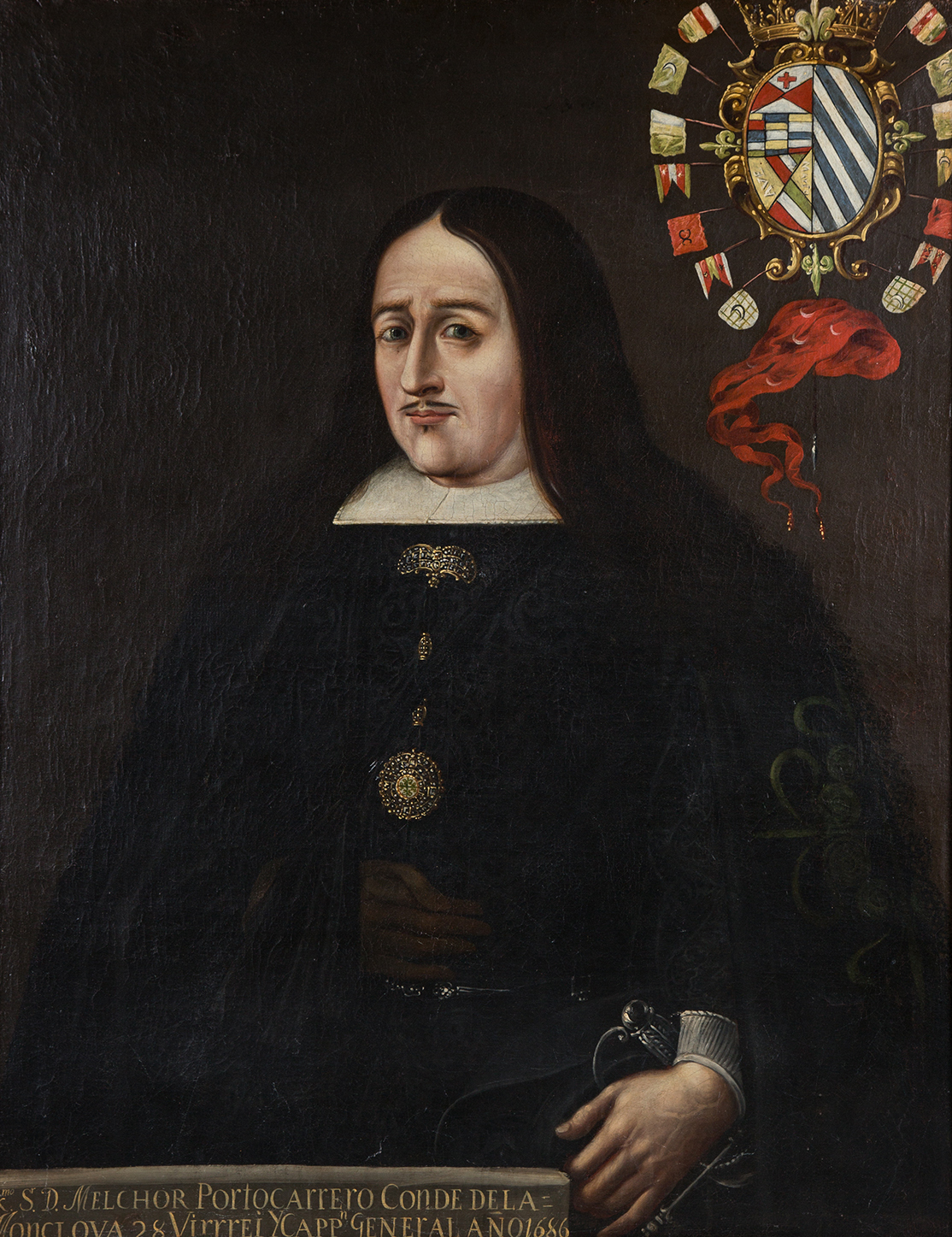
El conde de la Monclova (1686)

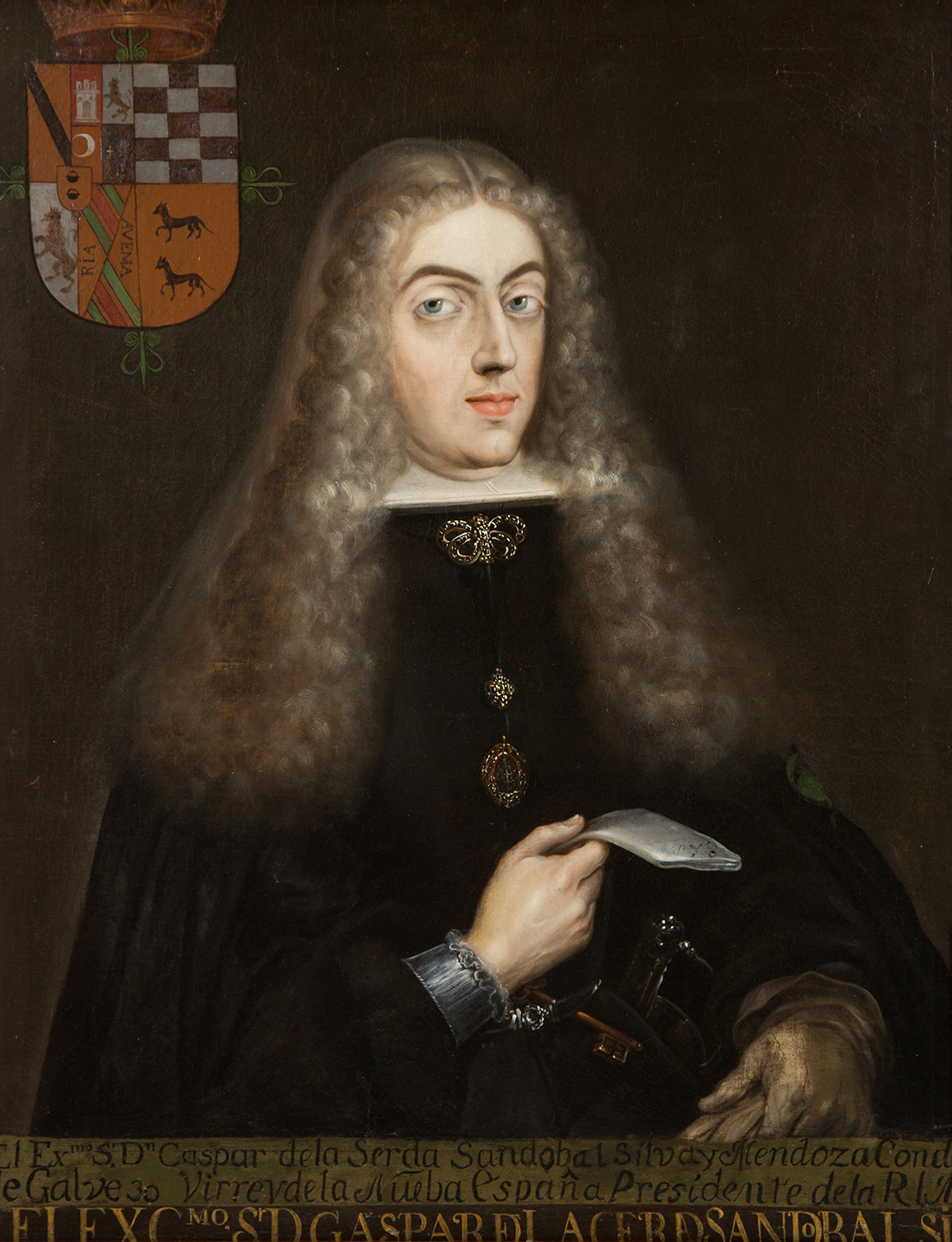
El conde de Galve (c. 1690)
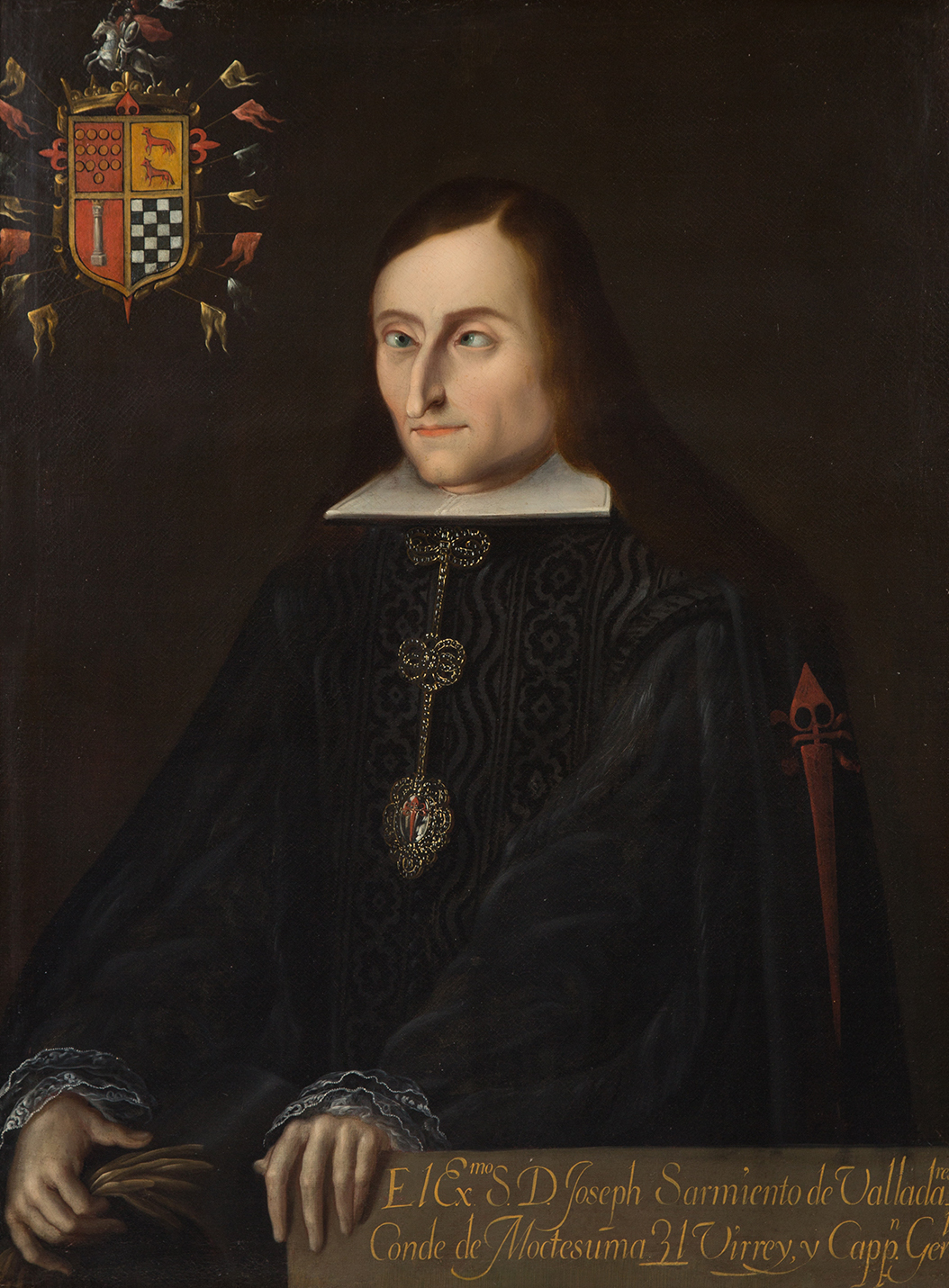
El conde de Moctezuma († 1708)
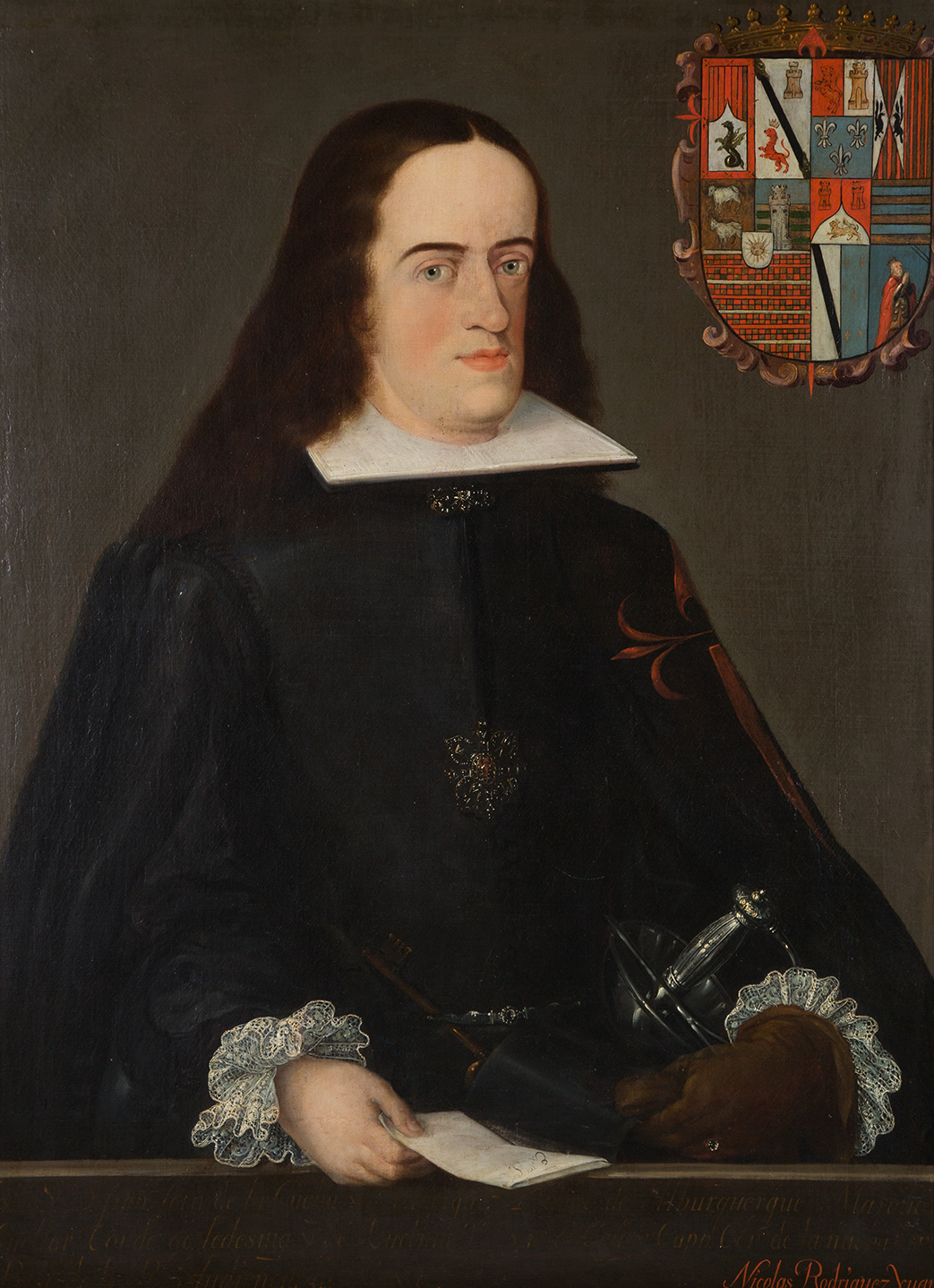
El X duque de Alburquerque (c. 1708)
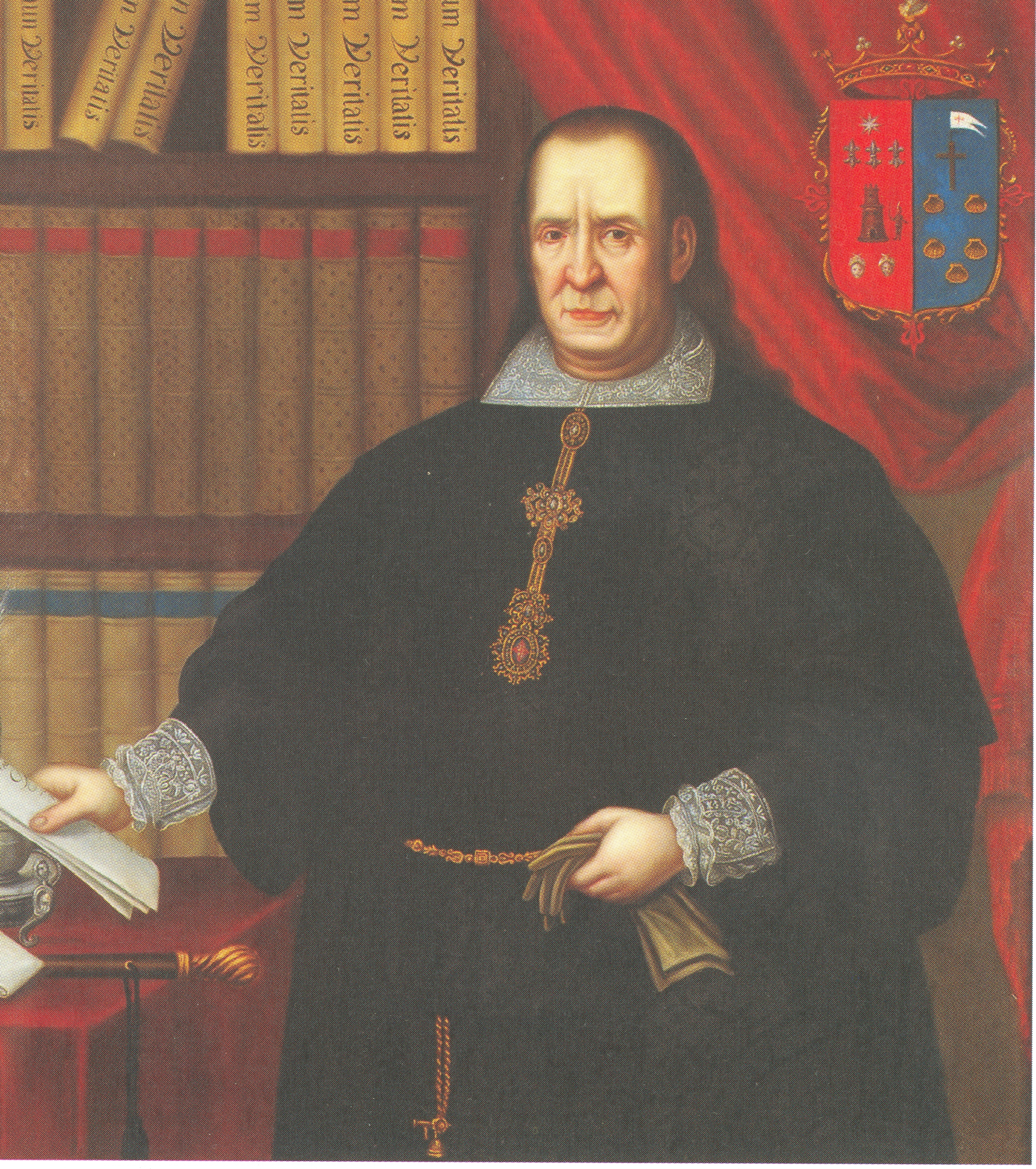
El marqués de Casa Concha (c. 1720)
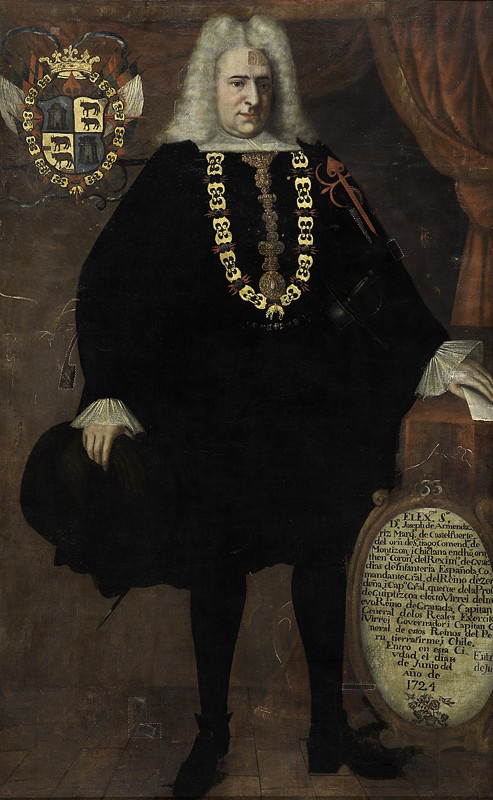
El marqués de Castelfuerte con collar del Toisón (c. 1737)